# Združenje za svetovno medbančno finančno telekomunikacijo
Združenje za svetovno medbančno finančno telekomunikacijo (angleško Society for Worldwide Interbank Financial Telecommunication, kratica SWIFT) je organizacija, ki upravlja mednarodni finančni sporočilni sistem, ki omogoča izmenjavo sporočil med bankami in ostalimi finančnimi istitucijami po vsem svetu. 
SWIFT določa standard za označevanje bank in njihovih računov (sestavljen iz črk).